# 한국천문학회
한국천문학회(韓國天文學會, 영어: Korean Astronomical Society, KAS)는 사회일반의 이익에 공여하기 위하여 공익법인의 설립운영에 관한 법률의 규정에 따라 천문학의 발전과 그 응용·보급에 기여하고 나아가 과학의 발전에 이바지할 목적으로 설립된 대한민국의 학술단체로, 1965년 3월 21일에 설립되었다.
2000년 2월 8일 대한민국 미래창조과학부 소관의 사단법인으로 설립허가되었다. 초대 회장은 현정준이며, 국내외 천문학자들의 연구업적 교류를 위해 매년 봄과 가을에 학술대회를 개최하고 있다. 사무실은 대전광역시 유성구 화암동 한국천문연구원 내에 있다.
학술지로 한국천문학회지(Journal of the Korean Astronomical Society), 천문학논총(Publication of the Korean Astronomical Society), 천문학회보(Bulletin of the Korean Astronomical Society)를 발간하고 있다. 이 중에 영문 학술지 JKAS는 1968년 시작하여, 현재 연 6회 발행한다. 산하 분과로 광학천문, 우주전파, 우주환경, 행성과학분과가 있으며, 부설기관으로 소남 연구소가 있다.

## 같이 보기
- 한국천문연구원(KASI)
- 거대 마젤란 망원경(GMT)